# Ederzito António Macedo Lopes
Ederzito António Macedo Lopes, ismertebb nevén Eder (Bissau, 1987. december 22. –) portugál válogatott labdarúgó, csatár, a Lokomotyiv Moszkva játékosa.

## Pályafutása

### Portugália
A 2016-os franciaországi labdarúgó-Európa-bajnokság döntőjében szerezte első gólját válogatott-tétmérkőzésen.

## Sikerei, díjai
Académica
- Portugál kupagyőztes (1): 2011–12

Braga
- Portugál ligakupagyőztes (1): 2012–13

Portugália
- Európa-bajnok (1): 2016

## Fordítás
Ez a szócikk részben vagy egészben  az   Eder (footballer, born 1987) című angol Wikipédia-szócikk fordításán alapul.  Az eredeti cikk szerkesztőit annak laptörténete sorolja fel. Ez a jelzés csupán a megfogalmazás eredetét és a szerzői jogokat jelzi, nem szolgál a cikkben szereplő információk forrásmegjelöléseként.